# Bazylika i sanktuarium św. Jadwigi w Trzebnicy

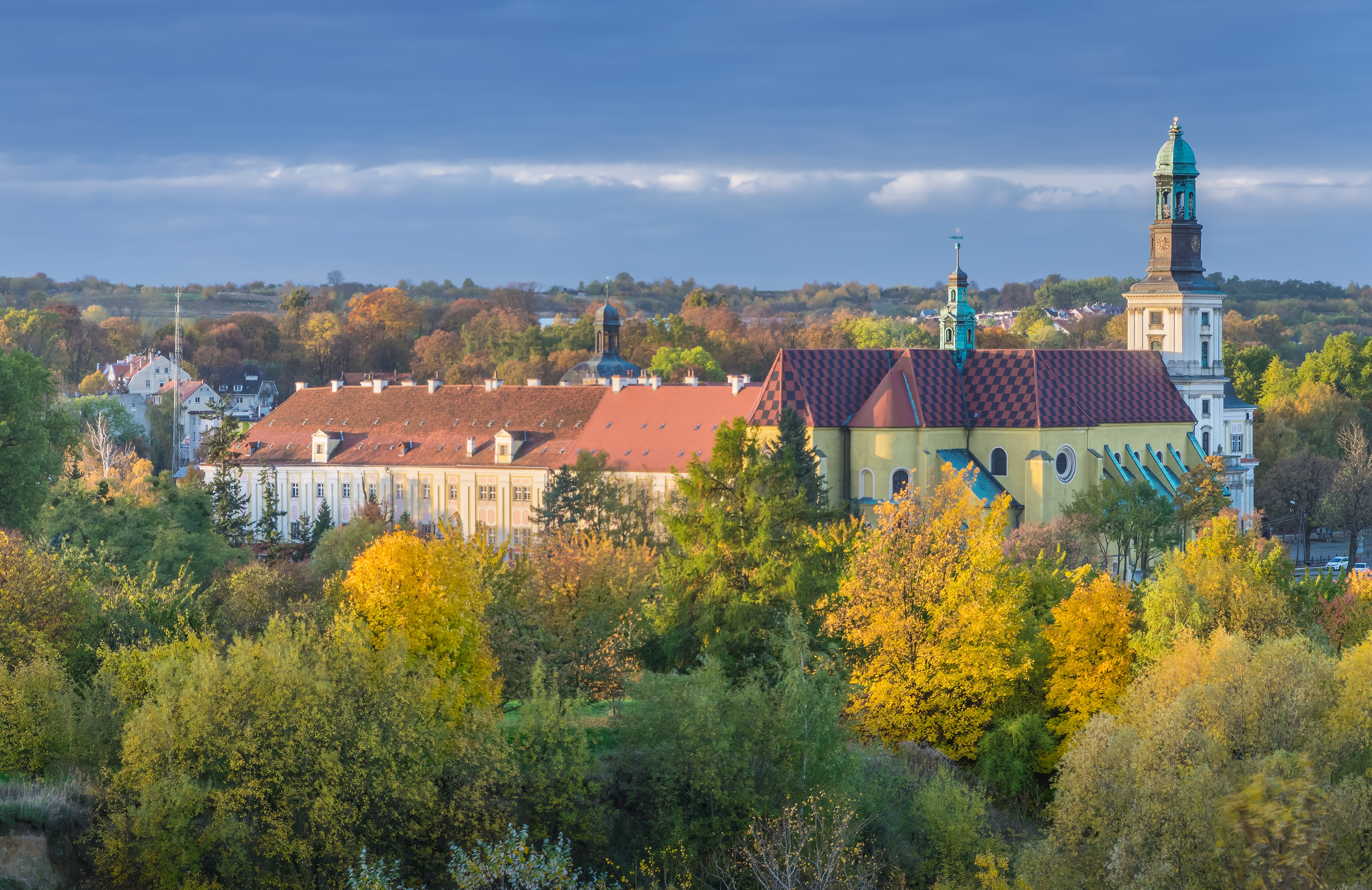
Widok od północnego wschodu

Sanktuarium św. Jadwigi w Trzebnicy – zespół klasztorny wraz z bazyliką pod wezwaniem św. Jadwigi i św. Bartłomieja, będący co najmniej od początku XIV w. sanktuarium w związku z obecnością w bazylice grobu świętej Jadwigi.

## Historia
Klasztor w Trzebnicy ufundował książę Henryk Brodaty w 1202, pod wpływem swojej żony Jadwigi, jako siedzibę pierwszego w Polsce zakonu żeńskiego. Przeznaczono go dla cysterek, sprowadzonych z Bambergu 22 stycznia 1203.
W „Księdze Henrykowskiej” znajduje się wypowiedź samego księcia, dotycząca założenia fundacji trzebnickiej: Ojciec mój, szczęsnej pamięci książę Bolesław, założył na odpuszczenie swoich grzechów klasztor i kościół w Lubiążu, a po jego śmierci ja ufundowałem klasztor zakonnic w Trzebnicy ku czci Boga i św. Bartłomieja – apostoła. W akcie fundacyjnym książę Henryk oświadczył także, że klasztor w Trzebnicy buduje na swoich gruntach i własnym kosztem, dla zbawienia duszy ojca, swojej i dusz bliskich.
Wiadomość o założeniu klasztoru trzebnickiego jako fundacji przekazała bulla papieża Innocentego III z 22 listopada 1202 roku, na mocy której papież wziął klasztor pod szczególną opiekę. Wprowadzenie sióstr benedyktynek z Bambergu, które w 1218 roku przyjęły regułę cysterską, odbyło się 13 stycznia 1203 roku i zostało przeprowadzone przez biskupa wrocławskiego, Cypriana.
Zakon podlegał cystersom z Lubiąża. W 1208–1219 wybudowano w stylu romańskim trójnawowy, jeden z pierwszych w Polsce kościołów ceglanych (długość 80,4 m, szerokość 23,8 m, szerokość transeptu 31,6 m). Szczególnie ważną dla historii architektury jest wybudowana w latach 1268–1269 kaplica św. Jadwigi, która jest pierwszym w Polsce budynkiem zbudowanym w całości w stylu gotyckim. W kaplicy umieszczono szczątki św. Jadwigi. Kaplica jest jednocześnie uważana za najwybitniejszą budowlę XIII-wiecznej Polski. Znaczenie klasztoru szybko wzrosło, gdy w 1212 roku wstąpiła doń Gertruda, córka władców Śląska Henryka I Brodatego i Jadwigi, która w 1232 została ksienią. O dużej randze klasztoru świadczy też fakt, iż od 1214 mieszkały tu i wychowywały się przez kilka lat królewny czeskie – Agnieszka, późniejsza święta wraz z siostrą Anną późniejszą żoną Henryka Pobożnego. Od samego początku bazylika stała się mauzoleum Piastów śląskich, w sumie pochowano tu 22 przedstawicieli tego rodu, m.in. w 1238 – księcia wrocławskiego i krakowskiego Henryka I Brodatego, wcześniej także ks. Konrada Kędzierzawego, małoletniego syna Henryka Brodatego, a w 1267 św. Jadwigę. Obecnie większość z nich leży w podziemiach kaplicy św. Jadwigi.
Najazdy husytów połączone z dewastacją klasztoru i majątków klasztornych w 1432 i 1433, a następnie zniszczenia w 1475 dokonane przez węgierską armię Korwina zapoczątkowały długotrwały okres upadku i stagnacji klasztoru, utrwalony przez uwikłanie się Śląska w spory religijne związane z ekspansją protestantyzmu. Z nielicznych dzieł sztuki zamówionych w XVI w. przetrwała głównie wczesnorenesansowa chrzcielnica z początku XVI w. i kilka epitafiów.
16 lipca 1464 roku, na skutek uderzenia pioruna w kościół, zniszczony został dach kaplicy św. Jadwigi, jednak klasztor wtedy ocalał.
Kolejny pożar dotknął klasztor i kościół 11 marca 1486 roku, kiedy to spalone zostały ornaty,r elikwiarze, książki, kielichy, pacyfikały, organy i inne drogocenne przedmioty. Siostry cysterki z trudem uratowały swoje życie. W dokumencie opatki z 1 maja 1487 roku można przeczytać, że spalony został cały klasztor.
Następne pożary notują kroniki z 1505 i 1595 roku, w ich wyniku klasztor został częściowo spalony.
Dopiero wzrastająca zamożność Śląska i jego rekatolicyzacja po zakończeniu wojny trzydziestoletniej w 1648 oraz przełomowa dla sojuszu habsbursko-polskiego zwycięska wojna religijno-narodowa z Turcją (bitwa pod Wiedniem w 1683) stworzyły sprzyjającą gospodarczo i politycznie bazę dla zwiększenia kultu św. Jadwigi, z którą identyfikowali się zarówno Polacy jak i katoliccy Habsburgowie. Pierwsze prace nad renowacją świątyni zaczęła w 1676 ksieni Krystyna Pawłowska. Barokizacja świątyni nastąpiła w dwóch głównych etapach.
Pierwszy etap przypadł na lata 1680–1685. Po ustanowieniu w 1680 przez papieża Innocentego XI na prośbę Jana Sobieskiego oraz Habsburgów dnia św. Jadwigi jako święta powszechnego w całym Kościele katolickim zakon zainicjował prace artystyczne w kościele celem ożywienia ruchu pielgrzymkowego i umocnienia katolicyzmu w rejonie. Najważniejszym było wyeksponowanie grobu św. Jadwigi w sanktuarium świętej w wielkiej kaplicy św. Jadwigi. W związku z tym, krakowski rzeźbiarz Marcin Bielawski w 1680 wykonał z marmuru: czarnego dębickiego i różowego paczółtowickiego sarkofag z rzeźbą świętej przykryty baldachimem wspartym na 14 kolumnach. W 1685 wyposażono kaplicę w ozdobną ambonę. Jednocześnie w samym kościele Jakub Bielawski (syn Marcina) wykonał w 1685 marmurowy sarkofag dla księcia Henryka I Brodatego i wielkiego mistrza krajowego w Prusach w latach 1279–1280, mistrza krajowego Inflant w latach 1279–1281, mistrza krajowego w Niemczech w latach 1284–1291, wielkiego mistrza zakonu krzyżackiego w latach 1291–1296 Feuchtwangena, gdzie przeniesiono szczątki obu władców, spoczywających wcześniej oddzielnie. Wspólny pochówek męża świętej i kojarzonego z walkami z muzułmanami mistrza zakonnego miało symbolizować triumf chrześcijaństwa nad islamem. Zamówiono cykl 20 obrazów olejnych poświęconych życiu św. Jadwigi wykonanych w pracowni najsłynniejszego malarza śląskiego baroku Willmanna. Malarz ten namalował też w 1685 obraz Męczeństwo św. Bartłomieja dla ówczesnego ołtarza głównego (obecnie w ołtarzu bocznym). Zarówno dla kaplicy św. Jadwigi jak i dla kościoła wykonano szereg ołtarzy (niezachowanych, z wyjątkiem jednego w kaplicy św. Jadwigi). Już po zakończeniu głównych prac w kościele, dobudowano jeszcze północną kruchtę w 1690.
Po przywróceniu świetności świątyni, zakonnice postanowiły odnowić bardzo wówczas zaniedbany klasztor. Okazało się, że naprawa zniszczonych budynków, zbudowanych w dodatku w niemodnym już stylu romańskim i zbyt małych jest zbyt kosztowna, dlatego w 1697 wyburzono stary klasztor i rozpoczęto budowę dwukrotnie większego, nowego zespołu gmachów zaprojektowanych przez wrocławskiego architekta Kalkbrennera. 

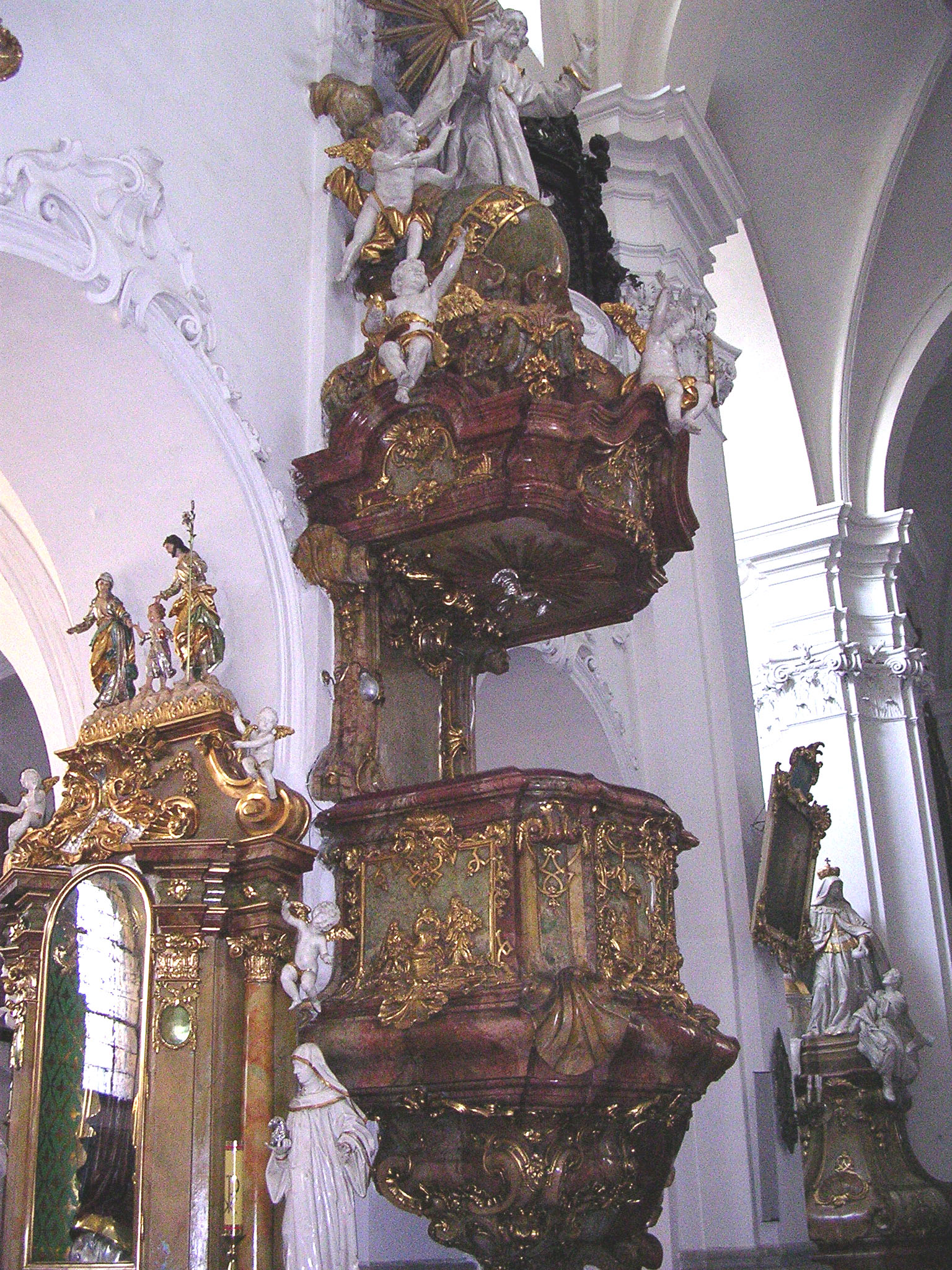
Rokokowa ambona

Drugi etap barokizacji kościoła przypadł na okres 1730–1760. Zastąpiono wtedy ołtarze główne bazyliki i kaplicy św. Jadwigi (1730) i wszystkie boczne ołtarze (16 w bazylice i 5 w kaplicy św. Jadwigi) nowymi ołtarzami rzeźbionymi w stylu rokoko, zbudowano monumentalną rokokową ambonę w bazylice, zamówiono także szereg mniejszych prac, m.in. chrzcielnicę. Do wykonania tych prac zaproszono czołowych artystów Śląska. Główne prace rzeźbiarskie wykonał Mangoldt w okresie 1739–1745: ołtarz główny bazyliki, ambonę, całopostaciowe rzeźby św. Jadwigi i św. Elżbiety u wejścia do prezbiterium. Oprócz tych drewnianych dzieł, Mangoldt wykonał alabastrową figurę św. Jadwigi, którą umieszczono na sarkofagu świętej, na miejsce wcześniej rzeźby dłuta Bielawskiego, którą przeniesiono do kaplicy św. Jana Chrzciciela ustawiając ją w miejscu krótkotrwałego (1268–1269) pochówku świętej. Z warsztatu Mangoldta pochodzi też jeden z bocznych ołtarzy bazyliki. W tym okresie w kaplicy św. Jadwigi duże epitafium księżnej legnicko-brzeskiej Karoliny powstałe w pracowni Rauchmillera i Pawła oraz Piotra Strudlów. Najważniejsze obrazy tego okresu wykonał dla bazyliki Christian Bentum w 1747–1748. Jego pędzla są oba obrazy ołtarza głównego (Wniebowzięcie NMP i Trójca Święta), dwa obrazy w prezbiterium (opatki trzebnickiej Gertrudy i Śmierć św. Jadwigi) i Śmierć św. Benedykta (kopia obrazu Willmanna) w jednym z bocznych ołtarzy kaplicy św. Jadwigi. Dwa obrazy (św. Anny i św. Józefa) ołtarzy bocznych kaplicy św. Jadwigi namalował F. Scheffler, zachowało się też kilka obrazów ołtarzowych. W tym okresie podjęto też znaczne prace poza kościołem, przede wszystkim w 1734 zakończono budowę Kalwarii na wzgórzach wokół świątyni, a w 1738 ustawiono przed kościołem barokową kolumnę (wysokości 10 m) z Nepomucenem na szczycie.
Już po zakończeniu głównych prac tej fazy barokizacji kościoła, w 1780 podjęto decyzję o budowie dużej wieży (68 m) kościelnej w miejscu głównego, romańskiego wejścia od strony zachodniej. Wieża zaprojektowana przez wrocławskiego architekta Dahna ukończona została w 1785.
Zniszczenia husyckie oraz barokizacja spowodowały prawie całkowitą zagładę wyposażenia gotyckiego. Zachowała się tylko nieliczne obiekty, m.in. [ rzeźba późnogotycka Matki Boskiej z XV w. oraz obraz ołtarzowy późnogotycki Matki Bożej z Dzieciątkiem.
Pomimo zakończenia głównych prac budowlanych, sytuacja gospodarcza klasztoru w drugiej połowie XVIII w. zaczęła się gwałtownie pogarszać. W 1742 po zajęciu Śląska przez protestanckie Prusy nowe władze nadały miastu Trzebnicy pełną niezależność gospodarczą i sądowniczą od klasztoru (miasto było częściowo niezależne od zakonu od 1257). W 1810 klasztor, będący wówczas właścicielem 1 miasta, 73 wsi, 25 folwarków i 10 kościołów patronackich uległ sekularyzacji przeprowadzonej w całych Prusach.
W marcu 1811 roku zostały sprzedane albo wystawione na licytację wszystkie wartościowe przedmioty klasztoru: dzieła sztuki, meble, sprzęt i szaty liturgiczne, a nawet drobne akcesoria. Przedmioty te nabywali najczęściej podwładni klasztoru, gdyż pragnęli, aby pozostały one jako pamiątki po dawnym opactwie. Obrazy, które zdobiły krużganek i wnętrze klasztoru oraz dokumenty, księgi i zbiory archiwalne zostały wywiezione do Wrocławia i zgromadzone w zabudowaniach klasztoru kanoników regularnych laterańskich na Piasku we Wrocławiu oraz w Muzeum Sztuki Rzemieślniczej.
Kościół dalej działał, ale tylko jako parafialny. Klasztor był zamieniony na obóz jeniecki dla Rosjan w czasie wojen napoleońskich, w 1813–1816 użytkowano go jako lazaret, w niektórych pomieszczeniach urządzono mieszkania urzędników, w 1817 założono w klasztorze fabrykę sukienniczą, która działała do 1857. Następnie, po nieudanej próbie lokalizacji w klasztorze więzienia, ten był niezagospodarowany. W 1870 część klasztoru wykupili joannici, a w 1889 resztę klasztoru odkupiły boromeuszki. Oba zakony urządziły w swych częściach szpitale, po czym joannici odsprzedali swój udział boromeuszkom.
W 1903 przeprowadzono restaurację bazyliki. W tym czasie rzeźbiarz Bemsten odnowił ambonę w kaplicy św. Jadwigi. Na wieży zamontowano duży, ozdobny zegar i kute ozdobne kraty. Jednocześnie wrocławscy artyści Schwarzbach i Hans Poelzig zbudowali chór muzyczny w bazylice, gdzie umieszczono organy zbudowane na początku XX w. przez firmę Schlaga z Świdnicy.
W okresie międzywojennym, w czasie drobnych renowacji odkryto i wyeksponowano portale romańskie, m.in. zdobiony portal, lekko uszkodzony, portal sprzed 1250 z tympanonem ze sceną adoracji NMP z Dzieciątkiem, zdobiony portal romański z okresu 1218–1230 z tympanonem z przedstawieniem króla Dawida oraz w kaplicy św. Jadwigi bogato zdobiony portal wczesnogotycki z romańskim dwustronnym tympanonem z końca XIII w. (od strony prezbiterium bazyliki częściowo odsłonięty przedstawiający Ukrzyżowanie, od strony kaplicy ilustrujący koronację Matki Bożej). W latach 1926–1927 w kalwarii trzebnickiej zbudowano dużą kopię groty z Lourdes wykonaną z bloków miejscowej rudy żelaza.
Kiedy zbliżał się front, 19 stycznia 1945 roku, gauleiter Karl Hanke wydał rozkaz o ewakuacji ludności cywilnej zamieszkałej po prawej stronie Odry. Ten sam nakaz został przekazany także siostrom boromeuszkom mieszkającym w Trzebnicy. Ówczesna przełożona generalna, Matka Konstantyna Hermann, zgodziła się jednak tylko na wyjazd sióstr, które zostały powołane do czynnej służby wojskowej. Wszystkie pozostałe siostry miały zostać w klasztorze, pomimo niebezpieczeństwa jakie im zagrażało, służąc chorym i wszystkim szukającym schronienia. 21 kwietnia 1945 roku polskie władze administracyjne przejęły od wojskowej władzy radzieckiej szpital sióstr boromeuszek i ustaliły jego nazwę na Polski Powiatowy Szpital w Trzebnicy. 

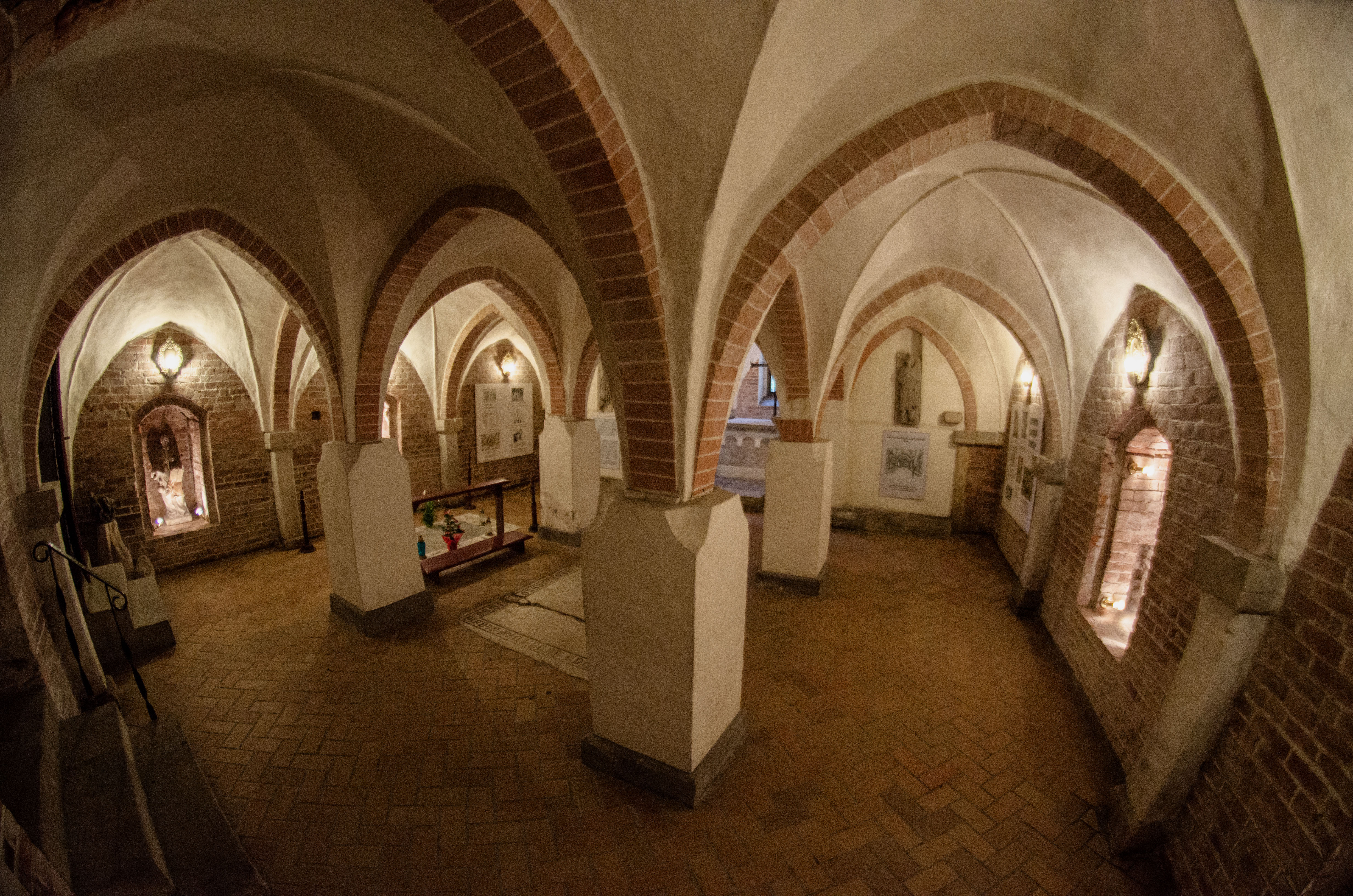
Romańska krypta św. Bartłomieja

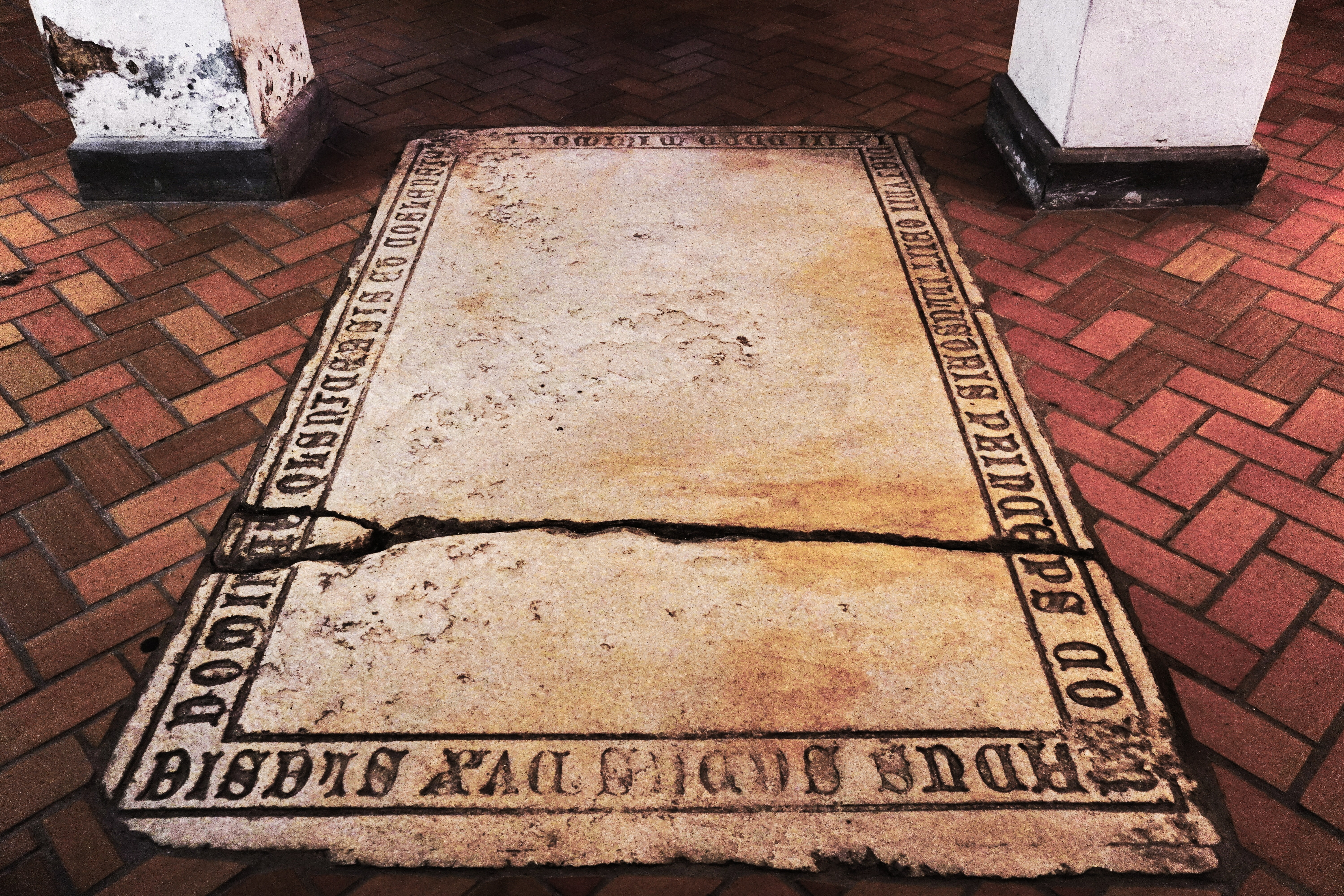
Płyta nagrobna Konrada II, księcia oleśnickiego w krypcie św. Bartłomieja

Po II wojnie światowej udostępniono turystycznie kryptę św. Bartłomieja ukończoną w 1214, trójnawową z absydą, przebudowaną w XVII w. i XX w. Znajduje się tam nagrobna płyta księcia oleśnickiego Konrada II z początku XV w. oraz ołtarz i rzeźby wolno stojące barokowe, tamże urządzono lapidarium fragmentów rzeźb romańskich. W dwupiętrowej zakrystii romańskiej urządzono muzeum, z cennymi zbiorami sztuki sakralnej od XIII w. do dziś, w tym z relikwiarzem z czaszką św. Jadwigi z 1553, wykonanym we Wrocławiu.
Dzisiejsze działania podejmowane przez siostry boromeuszki trzebnickie
Dnia 18 grudnia 1995 roku nastąpiło otwarcie pierwszego oddziału zakładu dla kobiet chorych, niepełnosprawnych, niewymagających hospitalizacji. 23 czerwca 2000 roku dokonano otwarcia drugiego oddziału dla kobiet, a 1 kwietnia 2004 roku trzeciego oddziału w Domu Jana i Henryka, tym razem dla mężczyzn.
Od września 2000 roku przy klasztorze sióstr boromeuszek w Trzebnicy funkcjonuje Świetlica Profilaktyczno-Wychowawcza dla Dzieci i Młodzieży pod nazwą „MACIEJKI”.
4 maja 2004 roku siostry boromeuszki otworzyły stołówkę dla ubogich, pod oficjalną nazwą: Ośrodek Wsparcia Społecznego – Szósty Stół św. Jadwigi prowadzony przez siostry boromeuszki.
W kwietniu 2000 roku siostry uruchomiły swoją stronę internetową pod adresem: www.boromeuszki.pl, która pozwalała zapoznać się z historią Zgromadzenia i jego charyzmatem, poznać placówki Zgromadzenia, jak też odbyć wirtualną wycieczkę po klasztorze trzebnickim.
23 czerwca 2002 roku z racji jubileuszu 350-lecia istnienia Zgromadzenia sióstr boromeuszek kard. Henryk Gulbinowicz dokonał uroczystego otwarcia Muzeum sióstr. Powstało ono z inicjatywy s. Olimpii Konopki. Zbiory Muzeum wiążą się przede wszystkim z historią Zgromadzenia, ale obejmują także eksponaty, jak np. tablice z drzewem genealogicznym rodu Andechs odnoszące się do św. Jadwigi, fundatorki klasztoru trzebnickiego oraz inne dokumenty rękopiśmienne dotyczące historii cysterek. Ramy czasowe zebranych pamiątek sięgają do czasów współczesnych. Do nich należy kompletny zestaw medali papieskich, z okresu pontyfikatu papieża Jana Pawła II oraz zbiór jego wszystkich encyklik i adhortacji.
11 lipca 2007 roku w przyklasztornym sadzie została poświęcona przez ks. kapelana Waleriana Gruszkę, mierząca 180 cm i ważąca 360 kg, figura św. Józefa wykonana w pracowni figur w Piekarach Śląskich. Miała ona stanowić wotum wdzięczności, ufundowane przez s. Benedyktę Langosz, ekonomkę generalną Zgromadzenia, za stałą opiekę, jaką św. Józef otacza klasztor i wszelkie podejmowane przez siostry przedsięwzięcia.
Najnowszą inicjatywą sióstr boromeuszek jest powołana w Trzebnicy Fundacja dla Ratowania Klasztoru św. Jadwigi Śląskiej „By służyć”, której podstawowym celem jest troska o zachowanie materialnego i duchowego dziedzictwa św. Jadwigi Śląskiej w Trzebnicy, w tym: renowacja i rewitalizacja, przebudowa oraz utrzymanie obiektów i terenu klasztornego.
W 2017 roku sanktuarium zostało uhonorowane Śląską Nagrodą im. Juliusza Ligonia.

## Galeria

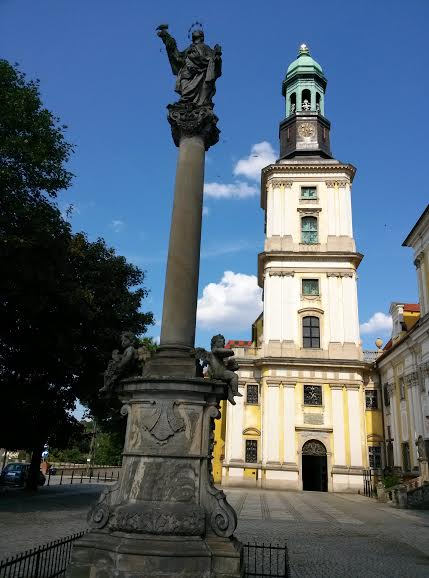
Kolumna św. Jana Nepomucena przed bazyliką pw. św. Jadwigi i św. Bartłomieja Apostoła
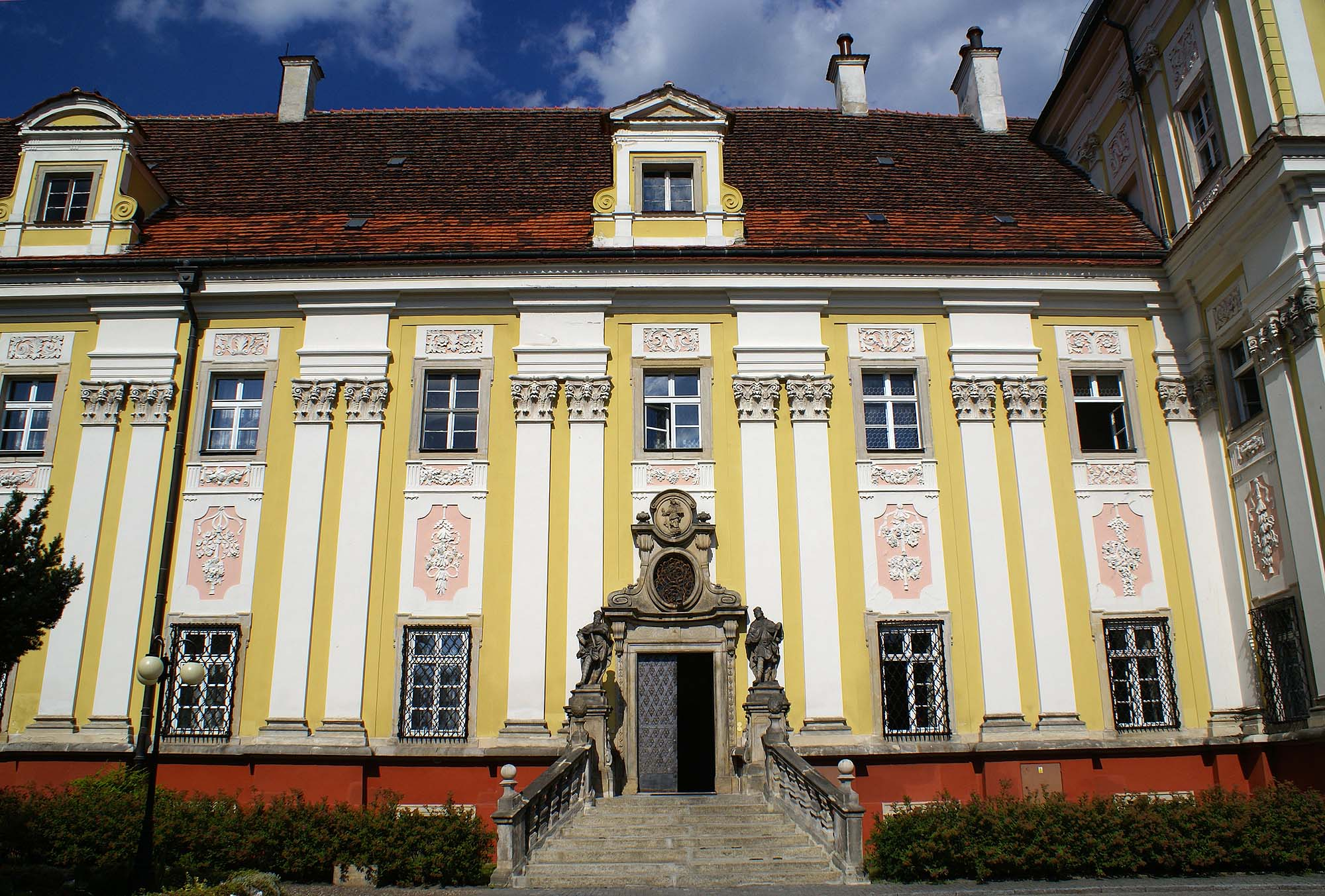
Wejście główne do klasztoru od strony zachodniej
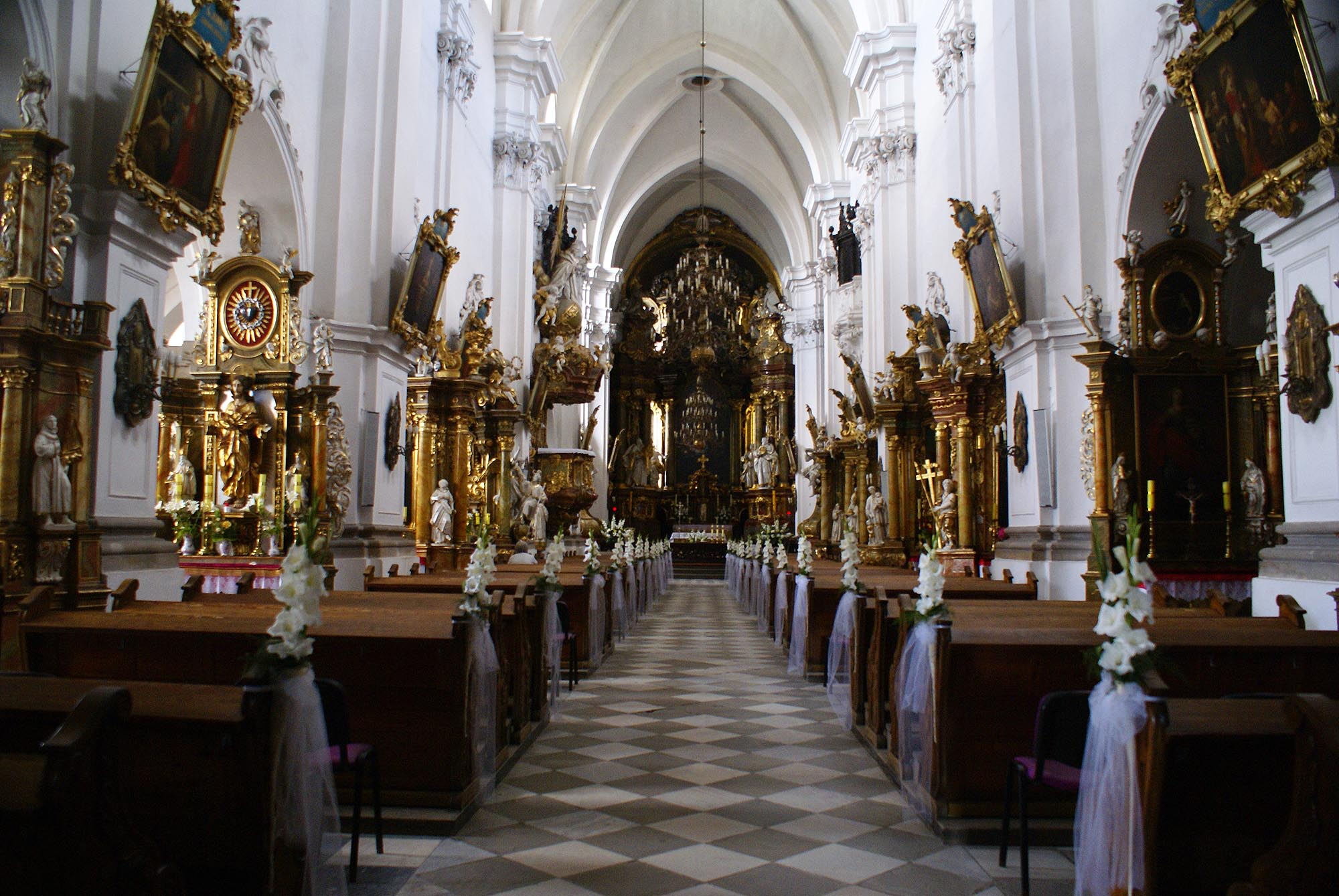
Wnętrze bazyliki
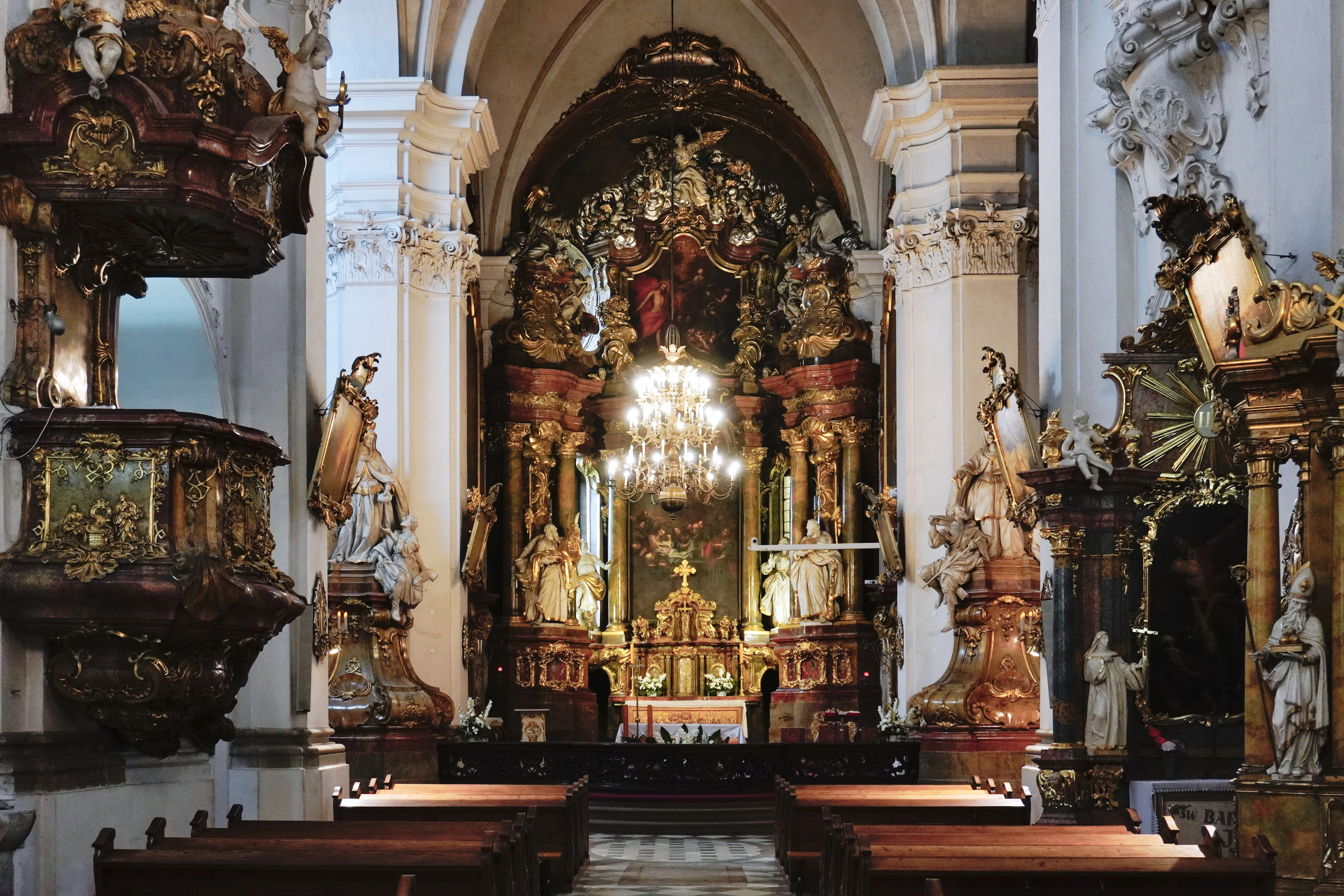
Wnętrze bazyliki, ołtarz główny
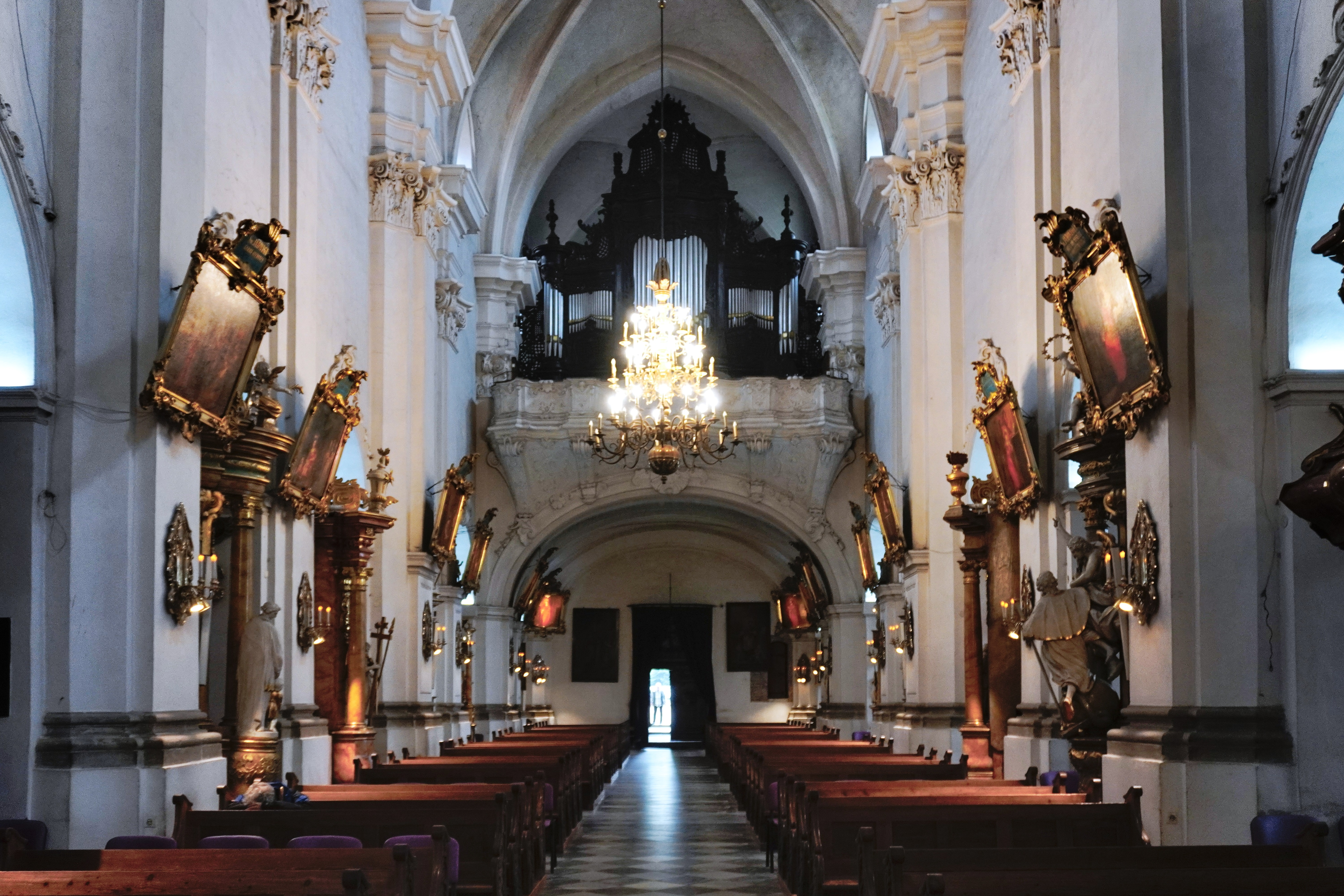
Wnętrze bazyliki, widok w stronę organów
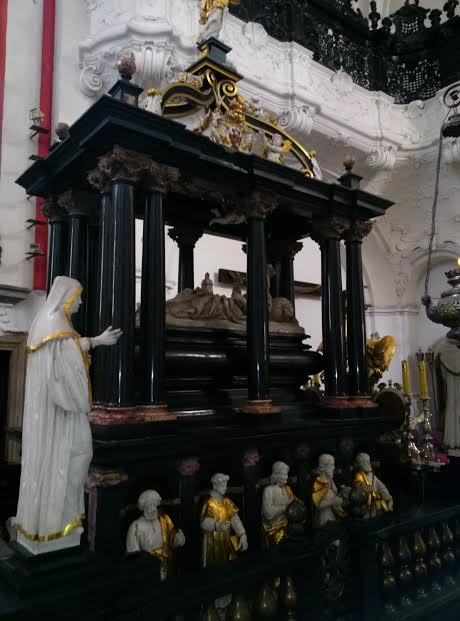
Grobowiec świętej